# Gavin Packard
Gavin Packard (Kalyan, 8 juli 1964 – Vasai, 18 mei 2012) was een Indiaas acteur en bodybuilder, die voornamelijk in de Hindi filmindustrie actief was.

## Biografie
Packard had een Iers-Amerikaanse vader en een Indiase moeder. Hij was een bekende bodybuilder in India, ook was hij de personal trainer van acteurs als Suniel Shetty, Sanjay Dutt en Salman Khan's lijfwacht Shera.
De filmcarrière van Packard startte met een glimprol in de Hindi films Jawaani (1984) als hippie in het nummer "Hulla Gulla", en als handlanger in Kala Dhanda Goray Log (1986) voor hij zijn debuut maakte met de Malayalam film Aryan. Zijn Bollywood debuut maakte hij met Ilaaka (1986). Packard speelde in zijn carrière alleen maar rollen van de slechterik. Bekende Hindi films van hem uit de jaren '90 zijn, Sadak, Mohra, Tadipaar en Chamatkar. En de Malayalam films Aayushkalam, Season en Aanaval Mothiram. In 2002 kwamen zijn laatste twee films uit Jaani Dushman: Ek Anokhi Kahani en Yeh Hai Jalwa. 
Packard, die in meer dan zeventig films een rol had vertolkt, overleed op 18 mei 2012 aan de gevolgen van ademhalingsstoornissen.